# Pelourinho de Santa Comba da Vilariça
O Pelourinho de Santa Comba da Vilariça, ou Cruzeiro de Santa Comba de Vilariça, localiza-se na freguesia de Santa Comba de Vilariça, município de Vila Flor, distrito de Bragança, em Portugal.
Este pelourinho encontrava-se classificado como Imóvel de Interesse Público desde 1933. Atualmente não está classificado, carecendo de protecção legal desde 2009.